# Ermita de Guadalupe
Ermita de Guadalupe är en ort i Mexiko.   Den ligger i kommunen Fresnillo och delstaten Zacatecas, i den centrala delen av landet, 600 km nordväst om huvudstaden Mexico City. Ermita de Guadalupe ligger 2 385 meter över havet och antalet invånare är 103.
Terrängen runt Ermita de Guadalupe är huvudsakligen kuperad, men åt sydost är den platt. Runt Ermita de Guadalupe är det glesbefolkat, med 11 invånare per kvadratkilometer. Närmaste större samhälle är Colonia Dos de Menonitas, 18,3 km söder om Ermita de Guadalupe. Trakten runt Ermita de Guadalupe består i huvudsak av gräsmarker.